# حملة بريطانيا الجديدة
حملة بريطانيا الجديدة (بالإنجليزية: New Britain Campaign). حملة دارت خلال الحرب العالمية الثانية بين قوات الحلفاء وإمبراطورية اليابان. بدأ الحلفاء الحملة في أواخر عام 1943 كجزء من هجوم كبير هدفه تحييد القاعدة اليابانية الهامة في رابول، عاصمة بريطانيا الجديدة، وجرت على مرحلتين بين ديسمبر 1943 ونهاية الحرب في أغسطس 1945.
وقعت المعركة الأولى على يابسة بريطانيا الجديدة في الطرف الغربي من الجزيرة في ديسمبر 1943 ويناير 1944 مع إنزال القوات الأمريكية وتأمين القواعد حول أراوي وكيب غلوستر. أعقب ذلك إنزال آخر في مارس 1944 حول تالاسيا، وبعدها لم يحدث إلا القليل من أعمال القتال بين القوات البرية في الجزيرة. في أكتوبر 1944، تولت الفرقة الخامسة الأسترالية زمام الأمور من القوات الأمريكية وقامت بإنزال في خليج جاكوينوت في الشهر التالي، قبل أن تبدأ هجومًا محدودًا لتأمين خط دفاعي عبر الجزيرة بين خليجي وايد باي وأوبن باي اللذين حويا وراءهما القوات اليابانية المتفوقة عدديًا لبقية الحرب. اعتبر اليابانيون الحملة البريطانية الجديدة بمثابة مماطلة، وأبقوا قواتهم مركزة حول رابول في توقع هجوم أرضي لم يحدث قط.
يعتبر المؤرخون العمليات على بريطانيا الجديدة أنها كانت ناجحة لقوات الحلفاء. غير أن البعض شكك في ضرورة الحملة. بالإضافة إلى ذلك، انتقد المؤرخون الأستراليون محدودية الدعم الجوي والبحري المخصص لدعم العمليات في الجزيرة بين أكتوبر 1944 ونهاية الحرب.

## الخلفية

### الجغرافيا
بريطانيا الجديدة هي جزيرة شمال شرق البر الرئيسي لغينيا الجديدة وتأخذ شكل الهلال. ويبلغ طولها حوالي 595 كيلومترا (370 ميل)، ويختلف عرضها من حوالي 30 كيلومترًا (19 ميل) إلى 100 كيلومتر (62 ميل)؛ وهذا يجعلها أكبر جزيرة في أرخبيل بسمارك. إن المناطق الداخلية في بريطانيا الجديدة وعرة، إذ يبلغ ارتفاع سلسلة الجبال البركانية أكثر من 1,800 متر (5,900 قدم) على امتداد معظمها. وساحل الجزيرة يحتفره عدد كبير من الخلجان.
تتمتع الجزيرة بمناخ استوائي. أثناء الحرب العالمية الثانية كانت الجبال مغطاة بغابات مطيرة من الأشجار الطويلة. السهول الساحلية التي أحاطت بمعظم الجزيرة كانت مغطاة بغابات كثيفة. معظم الشواطئ على بريطانيا الجديدة كانت تقابلها مستنقعات حراجية، وعدد كبير من الأنهار والجداول الممتدة من الجبال إلى البحر. كل هذه الخصائص عرقلت بشكل كبير حركة الوحدات العسكرية في بريطانيا الجديدة. بالإضافة لكون الشعاب المرجانية التي تتكاثر قبالة معظم سواحل الجزيرة قد قيدت أيضًا عدد المواقع المناسبة للهبوط البرمائي.
قُدر عدد سكان الجزيرة في عام 1940 بأكثر من 101 ألف بابواوي و4674 أوروبي وآسيوي. كانت رابول -الواقعة على الساحل الشمالي الشرقي لبريطانيا الجديدة- المستوطنة الرئيسية في الجزيرة والأكبر في بسمارك. كانت المدينة عاصمة لإقليم غينيا الجديدة الذي تديره أستراليا منذ أن استولت القوات الأسترالية على المنطقة من ألمانيا خلال عام 1914.

### الاحتلال الياباني
استولت القوات اليابانية على بريطانيا الجديدة في يناير 1942 كجزء من الجهود الرامية لتأمين رابول. جاء هذا الغزو لمنع قوات الحلفاء من استخدام رابول لمهاجمة القاعدة اليابانية الهامة في تروك وسط المحيط الهادئ، والاستيلاء على المدينة كي يتسنى استخدامها لدعم الهجمات اليابانية المحتملة في المنطقة. رغم تمكن المئات من الجنود ورجال الطيران الأستراليين من الفرار وإجلائهم بين شهري فبراير ومايو، وقع نحو 900 منهم أسرى حرب وعُوملوا بقسوة. وفي 1 يوليو 1942، اعتقل اليابانيون 500 مدني أوروبي كانوا قد أمسكوهم مسبقًا. وقد قُتل 849 أسير حرب و208 مدني كانوا قد احتُجزوا في بريطانيا الجديدة عندما نُسفت سفينة مونتفيديو مارو من قبل غواصة أمريكية كانت في طريقها إلى اليابان. ونُقل معظم المحتجزين الأوروبيين الباقين إلى جزر سليمان حيث لقوا حتفهم بسبب الظروف السيئة.
اعتمدت السلطات اليابانية النظام الأسترالي لإدارة الجزيرة من خلال زعماء القرى، وانحازت العديد من القرى بولائها نحو اليابانيين للبقاء على قيد الحياة أو لإحراز تفوق ضد الجماعات الأخرى. وفي حين أن النساء والأطفال الأوروبيين قد جرى إجلاؤهم إلى أستراليا قبل الحرب، فإن الآسيويين لم يتلقوا المساعدة للمغادرة. وخشي المجتمع الصيني الإثني أن يتعرض للقتل على يد القوات اليابانية على غرار ما جرى في أماكن أخرى في المحيط الهادئ، ولكن هذا لم يحدث. بيد أن الرجال أُخذوا عنوة للعمل واغتصبت بعض النساء وأجبرن في عدة حالات على أن يصبحن «نساء متعة».
وفي أعقاب الغزو، أنشأ اليابانيون قاعدة كبيرة في رابول. تعرضت المرافق الواقعة بالقرب من المدينة لهجوم من قبل الوحدات الجوية للحلفاء مطلع العام 1942، ولكن هذه العمليات لم تُكلل بالنجاح بشكل عام. وبحلول منتصف عام 1943، بُنيت شبكة من أربعة مطارات في رابول يمكن أن تستوعب 265 مقاتلة و166 قاذفة قنابل ضمن إجراءات طبقة الحماية. أمكن إيواء المزيد من الطائرات في المواقف غير المحمية وكانت الطائرات المتمركزة في هذه المرافق تعمل ضد قوات الحلفاء في غينيا الجديدة وجزر سليمان. وقد كُدس مخزون كبير من الذخائر في المستودعات ومقالب الهواء الطلق في رابول وحولها. شُيّد عدد قليل من المرافق اليابانية الأخرى في بريطانيا الجديدة، ورغم تطوير مطار أمامي في غاسماتا على الساحل الجنوبي للجزيرة، أبقى اليابانيون والأستراليون على حد سواء على مفرزات صغيرة من مراقبي السواحل في مواقع أخرى في بريطانيا الجديدة؛ الأستراليون منهم كانوا مدنيين تطوعوا للبقاء في الجزيرة عقب الغزو.
أثناء عام 1943 وصلت إلى بريطانيا الجديدة فرق صغيرة من موظفي مكتب استخبارات الحلفاء (إيه آي بي)، والتي تألفت من قوات أسترالية وغينية جديدة. سعت وحدات مكتب استخبارات الحلفاء لجمع المعلومات الاستخباراتية، وإعادة تأكيد السيادة الأسترالية وإنقاذ طياري الحلفاء الذين تم إسقاطهم. حاول اليابانيون مطاردة مراقبي السواحل التابعين للحلفاء ودوريات الاستخبارات، وارتكبوا فظائع ضد المدنيين الذين ساعدوهم. قام أيضًا مكتب استخبارات الحلفاء بتدريب وتجهيز الغينيين للعمل كمغاوير حرب عصابات، الأمر الذي أدى إلى حملة ناجحة منخفضة الحدة ضد الحامية اليابانية. بيد أنها أشعلت أيضًا فتيل الحرب القبلية بسبب هجوم العصابات على القرى التي يعتقد أنها تعاونت مع اليابانيين.

### القوى المتعادية
بحلول عام 1943، كان هناك أكثر من 100,000 فرد عسكري ومدني ياباني في بريطانيا الجديدة وجزيرة صغيرة قريبة، أيرلندا الجديدة. تمركز هؤلاء حول مقر جيش المنطقة الثامنة، تحت قيادة الجنرال هيتوشي إيمامورا: الفرقة 17 (11,429 جندي بنهاية الحرب) ؛ والفرقة 38 (13,108) ؛ واللواء 39 (5,073)؛ واللواء 65 (2,729)؛ والفوج 14 (2,444) ؛ والفوج 34 (1,879) والفوج 35 (1,967). وقد بلغت هذه التشكيلات مجتمعة قوة تعادل أربع فرق. وقدمت القوات البحرية قوة تعادل فرقة أخرى. بحلول نهاية الحرب، اقتصرت هذه القوات اليابانية على رابول وشبه جزيرة الغازيل المحيطة بها. افتقرت هذه القوات للدعم البحري والجوي وباتت معزولة بصورة متزايدة وحُرمت في نهاية المطاف من إعادة الإمداد بسبب جهود الحظر التي كان يبذلها الحلفاء، ما عنى أن الحامية تُركت إلى حد كبير لتدبر أمرها بأساليبها الخاصة. وقطعت الاتصالات المباشرة بين رابول واليابان في فبراير 1943 ولم يُعاد تأسيسها إلا بعد الحرب.
وعلى النقيض من ذلك، كانت قوات الولايات المتحدة وأستراليا وغينيا الجديدة، بمساعدة المدنيين المحليين، خاضعة دومًا لقيادة على مستوى الفرقة أو تصنيف أصغر حجمًا؛ وكانت فرقة «قيادة» المهام التابعة للولايات المتحدة التي أمنت أراوي بمثابة فريق فوج قتالي فعليًا يستند إلى فوج الفرسان 112. ويرجع ذلك جزئيًا إلى سوء تقدير حجم القوات اليابانية التي تحاصر الجزيرة، وكذلك الاستراتيجية الأوسع نطاقًا للحلفاء التي أملت القرار بعملية محدودة لبريطانيا الجديدة مركزةً في البداية على الاستيلاء على المواقع المناسبة لقواعد الطيران والدفاع عنها، ثم احتواء القوة اليابانية الأكبر حجمًا.